# Cerco de Medina
Medina, uma cidade sagrada islâmica na Arábia, sofreu um longo cerco militar durante a Primeira Guerra Mundial. Na época, a cidade era parte do Império Otomano. Na guerra, os otomanos se aliaram às Potências Centrais. Huceine ibne Ali, Xarife de Meca se revoltou contra o califa e o Império Otomano que, sob a liderança dos Jovens Turcos nacionalistas, ignoraram os desejos do califa e se uniram às Potências Centrais. Hussain, ao invés disso, apoiava o Império Britânico. T. E. Lawrence foi instrumental nesta revolta. Hussain ocupou Meca e sitiou Medina. Foi um dos mais antigos cerco da história, que durou até mesmo após o fim da guerra. Fakhri Pasha era o defensor da Medina. Alguns o celebravam como "o Leão do Deserto", apesar do sofrimento daqueles que permaneceram na cidade. O cerco durou dois anos e sete meses.